# Anthologie de la littérature wallonne

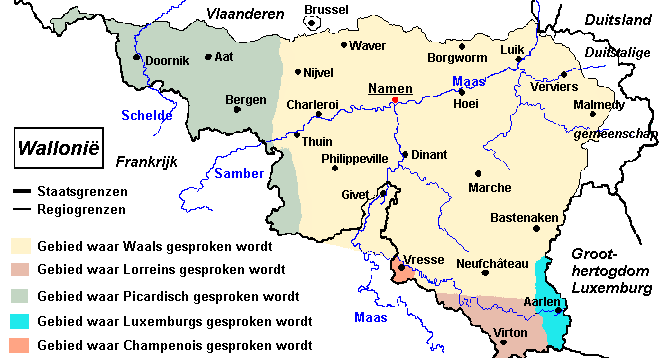
- HET WAALSE TAALLANDSCHAP -
De streektalen van Wallonië

De Anthologie de la littérature wallonne is een verzameling van teksten in het Waals, zoals die Waalse literatuur sinds een viertal eeuwen geschreven en gedrukt werd. Maurice Piron heeft deze teksten in 1978 geïnventariseerd. Hij citeerde overigens ook auteurs die niet in het Waals maar in het Picardisch schreven. Voor hem is de Waalse literatuur te omschrijven als deze van Romaans België, met naast het Waals ook het Picardisch in West-Henegouwen, en het Lotharings of Gaumais in Zuid-Luxemburg.